# 圣母领报堂 (贝内文托)
41°7′45.75″N 14°46′44.26″E / 41.1293750°N 14.7789611°E

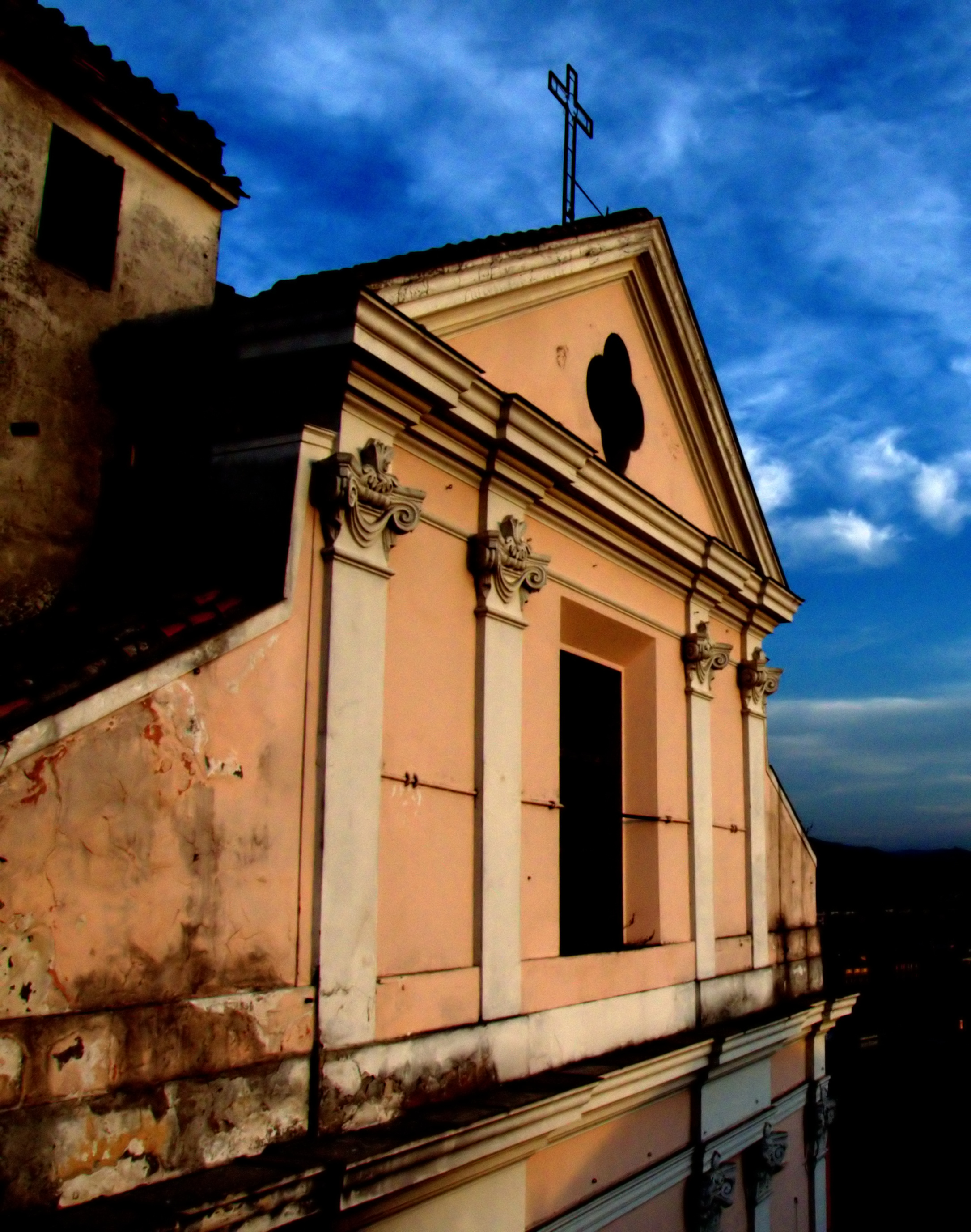
立面

圣母领报堂（Chiesa dell'Annunziata）是一座罗马天主教教堂，巴洛克建筑，位于意大利坎帕尼亚大区城市贝内文托。

## 历史
该建筑由贝内文托公爵罗穆亚尔德一世建于664年，在他战胜拜占庭皇帝君士坦斯二世的军队之后。教宗西斯都四世和庇护五世。1570年彻底重建。
该堂毁于1688年地震，17世纪末、18世纪初彻底重建，拥有丰富的绘画和雕塑。

## 建筑
该堂有3个装饰金碧辉煌的小堂，一个美丽的大理石祭坛，其上是18世纪那不勒斯画派的《圣母领报》和《永恒之父》。两侧是《光荣圣母》和贝内文托的主保圣人朱塞佩·卡斯特拉诺。左侧的第二小堂有17世纪匿名画作《圣基道霍》；左侧的第三小堂供奉圣雅纳略（1710）。中心是本笃十三世半身像（1752年）。在唱经楼有十八世纪的管风琴。